# Dano Pantić
Dano Pantić (2 de marzo de 1972) es un deportista yugoslavo que compitió en judo. Ganó una medalla de bronce en el Campeonato Europeo de Judo de 1997 en la categoría de –95 kg.
Participó en los Juegos Olímpicos de Barcelona 1992, donde finalizó vigésimo primero en la categoría de –95 kg.

## Palmarés internacional
| Campeonato Europeo | Campeonato Europeo | Campeonato Europeo | Campeonato Europeo |
| Año                | Lugar              | Medalla            | Categoría          |
| ------------------ | ------------------ | ------------------ | ------------------ |
| 1997               | Ostende (Bélgica)  | Medalla de bronce  | –95 kg             |